# Waikiki Wedding
Waikiki Wedding – amerykański film muzyczny z 1937 roku w reżyserii Franka Tuttle’a, z udziałem Boba Burnsa oraz Binga Crosby’ego.

## Obsada
- Bob Burns jako Shad Buggle
- Bing Crosby jako Tony Marvin
- Martha Raye jako Myrtle Finch
- Shirley Ross jako Georgia Smith
- George Barbier jako J.P. Todhunter
- Leif Erickson jako dr Victor Quimby
- Grady Sutton jako Everett Todhunter
- Granville Bates jako wujek Herman
- Anthony Quinn jako Kimo
- Mitchell Lewis jako Koalani
- George Regas jako Muamua

## Piosenki wykonane w filmie
- Sweet Leilani – Bing Crosby (Nagroda Akademii Filmowej: Oscar za najlepszą piosenkę oryginalną)
- In a Little Hula Heaven – Shirley Ross i Bing Crosby
- Blue Hawaii – Shirley Ross i Bing Crosby
- Sweet Is the Word for You – Bing Crosby
- Okolehao – Martha Raye
- Nani Ona Pua – Bing Crosby
- Aloha Oe – śpiewana przez chór